# ノグルミ
ノグルミ（野胡桃、学名: Platycarya strobilacea）は、クルミ科ノグルミ属の落葉高木。山野に生える。葉や樹形がオニグルミなどのクルミに似ていて山野にみられることに由来する。

## 分布・生育地
中国中南部、台湾、朝鮮半島、日本（東海以西の本州、四国、九州）に分布する。
日当たりの良いところを好む。

## 特徴
落葉広葉樹の高木で、幹は直立して樹高は10 - 20メートル (m) くらい、直径は60センチメートル (cm) くらいになる。樹皮は黒褐色で縦に細かく裂ける。一年枝はやや太く、多数の皮目があり、無毛かまばらに毛が残る。
葉は互生で、奇数羽状複葉。
花期は6月ごろ。風媒花であり、風に乗せて花粉を運ぶ。雌雄同株。
果実は革質の硬い鱗片で覆われ、形状は長楕円形でハリネズミに似ている。これは、トゲトゲしていて触ると痛いし、食用にもならない。冬でも枝の先に果穂が残る。
冬芽は卵形で短毛があり、上部の芽鱗はときに黄褐色を帯びる。枝先の頂芽は側芽よりも大きく、側芽は枝に互生する。葉痕は心形や腎形で、維管束痕が3個つく。

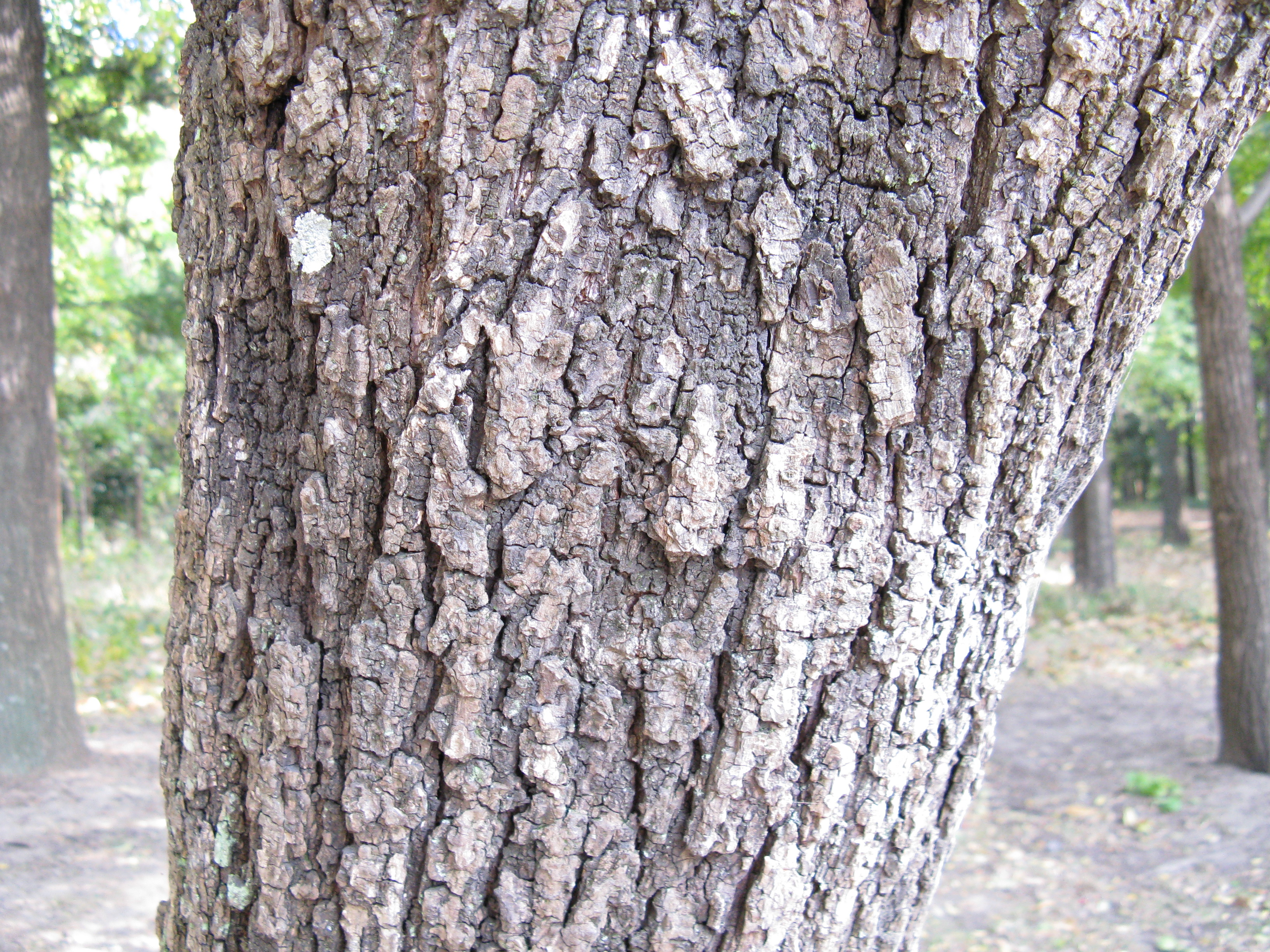
樹皮
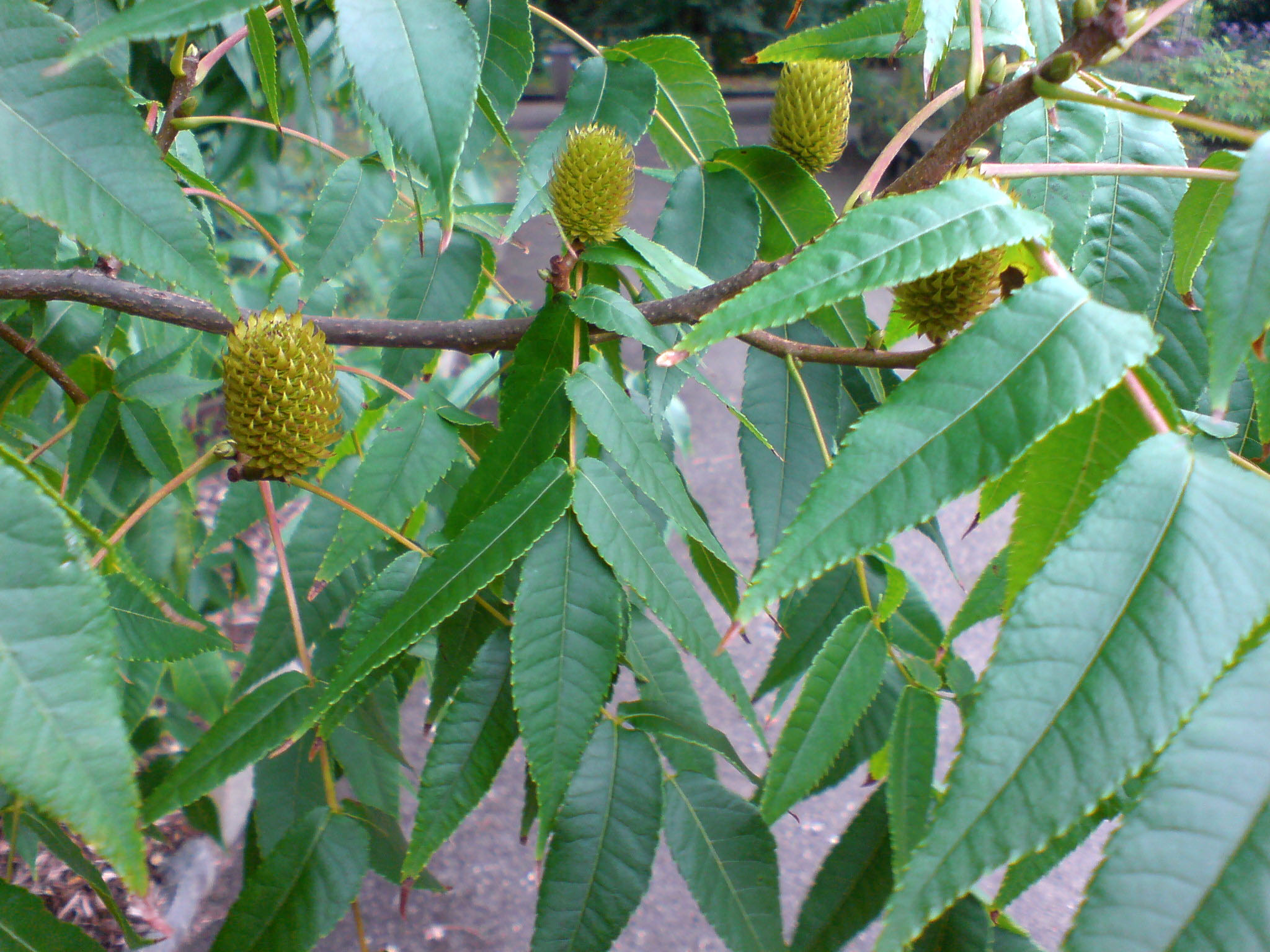
葉と若い果実
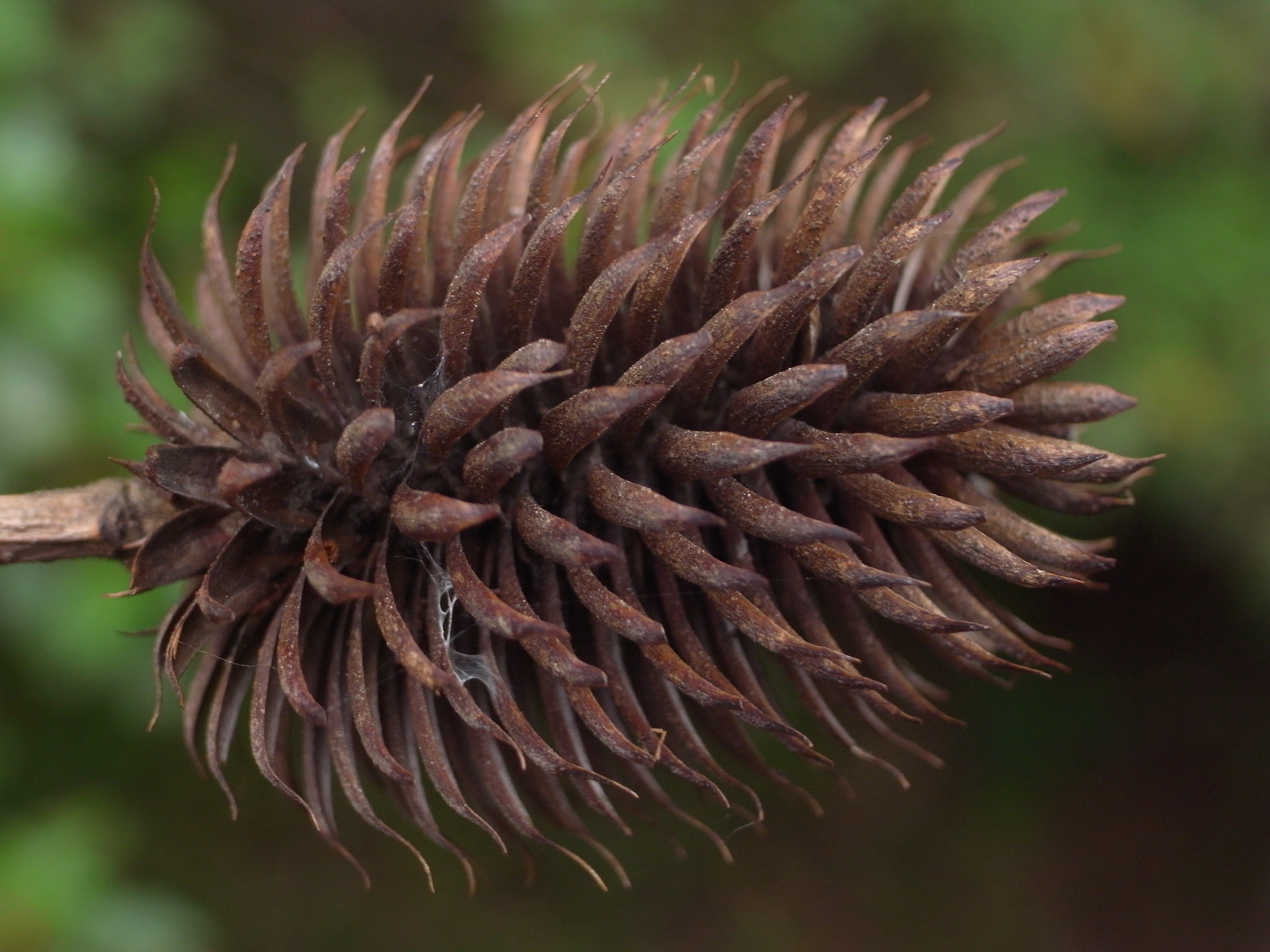
果実

## 人間との関わり
建築材、器具材にする。樹皮から抽出するタンニンは皮をなめすのに利用された。
ノグルミを燃やすと特有の芳香があり、中国地方や九州地方では福の神を呼ぶため大晦日や節分にこれを焚く風習があった。昔は、樹皮や枝葉を砕いて魚毒にした。